# 모스트 (영화)
《모스트》(Most)는 체코에서 제작된 보비 가라베디안 감독의 2003년 드라마 영화이다. 블라디미르 야보르스키 등이 주연으로 출연하였고 보비 가라베디안 등이 제작에 참여하였다. 제목은 체코어로 '다리'라는 뜻이다. 2004년 제 76회 아카데미 시상식 단편영화작품상 부문에 후보로 올랐던 작품이다.

## 출연

### 주연
- 블라디미르 야보르스키
- 린다 리보바

### 조연
- 래디스라브 온드레이
- 브래드 헬러
- 클라라 이소바
- 존 라바키엘리

## 기타
- 공동제작: 존 코저
- 배역: 제시카 호라토바